# Bee Gees Massachusetts (EP)

## Közreműködők
- Barry Gibb – ének, gitár
- Robin Gibb – ének
- Maurice Gibb – ének,  gitár, zongora, basszusgitár
- Vince Melouney – gitár
- Colin Petersen – dob

## A lemez dalai
- Massachusetts  (Barry, Robin és Maurice Gibb) (1967), mono 2:19, ének: Barry Gibb, Robin Gibb
- Barker of The UFO   (Barry Gibb) (1967), mono 1:48, ének: Barry Gibb
- Cucumber Castle (Barry és Robin Gibb) (1967), mono 2:04, ének: Barry Gibb
- In My Own Time  (Barry és Robin Gibb) (1967), mono 2:15, ének: Barry Gibb